# Christian Gitsham
Christopher William "Chris" Gitsham (Pietermaritzburg, Sud-àfrica, 15 d'octubre de 1888 – 16 de juny de 1956) va ser un maratonià sud-africà que va competir a començaments del segle xx.
El 1912 va prendre part en els Jocs Olímpics d'Estocolm, on disputà la marató del programa d'atletisme. Gitsham finalitzà en segona posició rere el també sud-africà Ken McArthur, en una cursa disputada sota unes dures condicions meteorològiques amb temperatures de fins a 30 °C.
Vuit anys més tard, als Jocs d'Anvers, tornà a disputar la marató del programa d'atletisme, però no finalitzà la cursa.